# Александар Панов
Александар Владимирович Панов (рус. Алекса́ндр Влади́мирович Пано́в; 21. септембар 1975) је бивши руски фудбалер ко наступа за петербуршки Зенит и Динамо из Москве као нападач. Као професионалац
такође играо у Француске, Швајцарске и Кине.
За репрезентацију Русије је постигао 4 голова у 17 утакмица, за репрезентацију је дебитовао 18. новембера 1998. године против репрезентације Бразилије (пораз 1:5). Су најбола одлична утакмица био у Париже 5. jуна 1999. године кад Панов постигао два гола проти репрезентације Француске, тадашне шампионе свету. Русија поразила Француску од 3:2, то била прва победа Русије над тадашне световске шампионе.

## Успеси

### Клупски
Зенит Санкт Петербург
- Освојен Куп Русије: 1998/99
- Финалист Интертото куп: 2000

### Индивидуалне награде
- Листа од 33 најбољих фудбалера руског првенства:
  - 1. тим (1999, 2000).
  - 3. тим (1998, 2004).
- Најболи фудбалер Друге лиге: 1993.
- Најболи фудбалер Прве дивизије: 2003.
- Најболи стрелац Прве дивизије: 2003.
- "Стрелец" награда (1999, "Најболи нападач сезоне").

## Голови за репрезентацију
| #  | Датум         | Стадион                         | Противник  | Голова | Резултат | Такмичење                                           |
| -- | ------------- | ------------------------------- | ---------- | ------ | -------- | --------------------------------------------------- |
| 1. | 5. 6. 1999.   | Стад де Франс, Париз, Француска | Француска  | 1      | 3 - 2    | Квалификације за Европско првенство у фудбалу 2000. |
| 2. | 5. 6. 1999.   | Стад де Франс, Париз, Француска | Француска  | 2      | 3 - 2    | Квалификације за Европско првенство у фудбалу 2000. |
| 3. | 18. 8. 1999.  | Динамо, Минск, Белорусија       | Белорусија | 3      | 2 - 0    | Пријатељска утакмица                                |
| 4. | 14. 11. 2001. | Сконто, Рига, Летонија          | Летонија   | 4      | 3 - 1    | Пријатељска утакмица                                |